# Shakespeare apócrifo
Shakespeare apócrifo (Shakespeare Apocrypha) é um grupo de peças teatrais que têm sido atribuídas às vezes a William Shakespeare, embora essas atribuições sejam devidamente questionáveis. Esses estudos são separados do debate acerca da Identidade de Shakespeare, que trata da autoria dos trabalhos atribuídos tradicionalmente a Shakespeare.

## O problema
Em seu tempo de vida, Shakespeare viu apenas cerca da metade de suas peças serem impressas. Algumas peças individuais foram publicas em formato de quarto, um livro com formato pequeno e com um preço baixo. Em 1623, sete anos após a morte de Shakespeare, seus colegas atores John Heminges e Henry Condell reuniram uma coleção "completa" de suas obras. Heminges e Condell tinham o direito de compilar todas as peças de Shakespeare neste volúme, porque, como Shakespeare, eles trabalharam para o The King's Men, a companhia que encenou e produziu todas as peças de Shakespeare no teatro de Londres (no tempo de Isabel I, as peças pertenciam à empresa que as havia realizado, e não ao dramaturgo que as tinha escrito).
Pode parecer simples que, conseqüentemente, as peças verdadeiramente escritas por Shakespeare foram incluídas no chamado First Folio e as excluídas devem ter sido escritas por outras pessoas, porque, afinal, Heminges e Condell (os atores que reúniram as peças neste volume) tinham um ângulo melhor para saber sobre a veracidade acerca de Shakespeare do que outros estudiosos subseqüentes ou fontes de segunda mão.
No entanto, há algumas complicações sobre esses acontecimentos que criaram o conceito de Shakespeare Apócrifo. Essas complicações serão vistas por todo esse artigo.

## Peças atribuídas a Shakespeare no século XVII, mas não incluídas noFirst Folio
Houve várias peças publicadas em quarto durante o século XVII que carregam o nome de Shakespeare na primeira página (ou somente a sigla "W.S."), sendo que essas peças não apareceram no First Folio. Alguns desses textos (tais como Péricles) são tidos, pela maioria dos amantes de Shakespeare, como peças escritas por ele (nem que ele tenha escrito apenas algumas partes). Outras, como Thomas Lord Cromwell possuem uma linguagem que, segundo alguns críticos, é completamente atípica, o que as torna difíceis de serem tidas como obras escritas pelo Shakespeare.
Existem várias explicações concebíveis para a razão destas peças terem sido excluídas do First Folio, de Heminges e Condell:
- As atribuições da capa são simplesmente mentiras feitas por editoras comerciais fraudulentas que usaram a reputação de Shakespeare.
- Estas peças são colaborativas e não apenas de autoria de Shakespeare (embora valha recordar que Henrique VIII, Henrique VI, parte 1 e Timão de Atenas não foram excluídas, enquanto a análise moderna de linguagem estilística sugere que estas peças são colaborações).
- Shakespeare pode ter tido um papel editorial na criação das peças, sendo que, ao invés de ter Shakespeare como autor, elas apenas podem ter sido simplesmente baseadas num esboço dele.
- Foram escritas para companhias diferentes da The King's Men, talvez nos primeiros anos da carreira de Shakespeare e, por isso, esses textos permaneceram inacessíveis a Heminges e a Condell quando compilaram o First Folio.

Nenhuma das hipóteses acima se relacionam diretamente ao grupo inteiro; cada peça que fora ignorada precisa ser observada individualmente:
- The Birth of Merlin foi publicada em 1662 como trabalho de Shakespeare e William Rowley. Essa atribuição tem um caráter provavelmente fraudulento, ou errado, pois não há provas inequívocas de que a peça tenha sido escrita em 1622, seis anos após a morte de Shakespeare. É pouco provável que Shakespeare e Rowley tenham trabalhado juntos, porque eram dois rivais, embora principais dramaturgos da companhia. A peça tem sido descrita como "engraçada e colorida" [1], mas o consenso crítico segue a conclusão de Henry Tyrrel, que diz que a peça "não possui nem um único vestígio de ter sido escrita pelo gênio de Avon" [2], complementando a sugestão de C. F. Tucker Brooke ("Rowley tentou imitar o estilo shakespeariano") [3].
- Locrine foi publicada em 1595 como "recém-estabelecido, supervisionado e corrigido por W.S.". A peça tem um texto rígido e versículos formais, que fazem os críticos suspeitarem da autoria ser de Shakespeare, mas é concebível que talvez Shakespeare tenha sido encaregado de pôr ordem em uma peça já antiga. Também é possível que a pessoa atrás do "W.S." tenha sido Wentworth Smith, um obscuro dramaturgo que caberia bem na sigla, por ter as mesmas iniciais de Shakespeare.
- The London Prodigal foi impressa em 1605 sob o nome de Shakespeare. Como se trata de uma peça do The King's Men, Shakespeare pode ter tido um papel secundário em sua criação, mas, de acordo com Tucker Brooke, "A catolicidade de Shakespeare e seu insight psicológico estão, nesta peça, conspicuamente ausentes." [4] Há ainda a hipótese de Frederick Gard Fleay, que sugere o seguinte: Shakespeare elaborou um esboço e outro dramaturgo escreveu a peça completa.
- Péricles, Príncipe de Tiro foi publicada sob o nome de Shakespeare, mas sua escrita desigual sugere que os primeiros dois atos tenham sido escritos por outro dramaturgo. Em 1868, Nicolaus Delius propôs que George Wilkins tinha sido o colaborador desconhecido; um século mais tarde, F.D. Hoeneger propôs John Day.
- The Puritan foi publicado em 1607 e atribuído a ' W.S.' Acredita-se que essa peça é de autoria de Thomas Middleton. No entanto, como em Locrine, o nome de Wentworth Smith também é uma possibilidade (principalmente pela relação entre as iniciais de seu nome e a sigla).
- The Second Maiden's Tragedy sobreviveu somente em manuscrito. No século XVII, três nomes foram destacados: Shakespeare, Thomas Goffe e George Chapman. No entanto, a análise estilística indica expressamente que o verdadeiro autor é Thomas Middleton.
- Sir John Oldcastle foi originalmente publicada em 1600, atribuindo a autoria à "William Shakespeare". Em 1619, uma segunda edição também atribuía à Shakespeare. No entanto, o diário de Philip Henslowe registra que foi escrita por Anthony Munday, Michael Drayton, Richard Hathaway e Robert Wilson.
- Thomas Lord Cromwell foi publicada em 1602 e atribuída à "W.S." Aqui, o nome de Wentworth Smith entra novamente em hipótese.
- Os Dois Nobres Parentes foi publicada como uma colaboração entre Shakespeare e John Fletcher, o jovem dramaturgo que teve mais trabalhos no The King's Men do que Shakespeare. A maioria dos estudiosos concordam com esta atribuição.
- A Yorkshire Tragedy foi publicada em 1608 como uma obra escrita por Shakespeare, e uma minoria de leitores apóiam esta alegação. No entanto, o peso dos elementos de análise estilística apóia Thomas Middleton.
- Eduardo III foi publicada anonimamente em 1596. Ela foi pela primeira vez atribuído a Shakespeare, em um livreiro do catálogo publicado em 1656 [5].

A 'Charles II Library' : Na livraria de peças teatrais de Carlos II de Inglaterra, uma pessoa desconhecida reuniu três textos anônimos em formato de quarto e etiquetou-os como ' Shakespeare, vol. 1'. Por ter sido uma atribuição do século XVII, esta decisão merece alguma reflexão. As três obras são:
- Fair Em, que fora publicada em 1591. Outro candidato para a sua autoria é Robert Wilson.
- Mucedorus, que foi extremamente popular e impressa em meados de 1598. Como se trata de uma peça do The King's Men, Shakespeare pode ter tido um papel secundário na sua criação e/ou revisão, mas seu verdadeiro autor permanece em mistério; Robert Greene é o mais sugerido.
- The Merry Devil of Edmonton, publicada em 1608 e de propriedade do The King's Men. Por isso, Shakespeare pode ter tido um papel secundário na sua criação e/ou revisão, embora o estilo da peça não tenha semelhanças diretas à Shakespeare.

## Peças atribuídas a Shakespeare depois do século XVII
Uma série de obras anônimas têm sido atribuídas a Shakespeare por leitores e estudiosos recentes. Todas estas reivindicações têm de ser analisadas com ceticismo, afinal, há muitos amantes de Shakespeare sonhando em descobrir alguma obra-prima perdida, e muitas reivindicações atropelam a veracidade das coisas e não consideram o verdadeiro estilo shakespeariano.
No entanto, algumas reivindicações têm sido aceitas pelos principais estudiosos do texto shakespeariano.
- Arden of Faversham é uma peça anônima impressa em 1592 que ocasionalmente tem sido atribuída a Shakespeare. O estilo linguístico e seu enredo são diferentes de outras peças de Shakespeare. A atribuição não é acomodada pelos principais estudiosos, apesar da análise estilística ter revelado que é de Shakespeare pelo menos a cena VIII (a peça não está dividida em atos). Thomas Kyd tem sido o mais considerado autor de grande parte de Arden of Faversham, mas ainda outros dramaturgos têm sido propostos.
- Edmund Ironside é um manuscrito anônimo de uma peça sobre um rei inglês. Eric Sams tem argumentado que foi escrito por Shakespeare, mas poucos estudiosos shakespearianos se convenceram disto.
- Sir Thomas More sobreviveu apenas em manuscrito. É uma peça escrita na década de 1590 e, depois, revista, possivelmente dez anos mais tarde. A peça está incluída na Second Edition of the Complete Oxford Shakespeare (2005).
- Ricardo II, Parte I sobrevive apenas como um manuscrito anônimo e sem título, faltando a sua última página (ou páginas), e agora está armazenado no Egerton Manuscript Collection, na British Library. Alguns estudiosos, observando de perto a obra, atribuíram a autoria da peça à Shakespeare.

## Textos propagados pela Internet e oshoaxes
Hoax é um termo em inglês que, literalmente, significa embuste. São histórias falsas recebidas por e-mail, sites de relacionamentos e na internet em geral. O desejo de descobrir uma nova peça de Shakespeare igualmente conduziu à criação de pelo menos um Hoax.
- No mundo todo, o texto Um Dia Você Aprende que... (ou Depois de um certo tempo) ficou conhecido como tendo sido escrito por Shakespeare. Na verdade, é da estadunidense Veronica Shoffstall, que registrou o copyright em 1971.[6] O título original era Comes the Dawn, mas ficou mais conhecido com o título de After a While. Começou a circular como sendo de Shakespeare ainda nos Estados Unidos, onde recebeu diversas versões, acréscimos e cortes. Muitas dessas versões foram traduzidas para o português e circulam no Brasil.
- Vortigern and Rowena é uma famosa peça teatral hoax perpetrada por William Henry Irlanda, um notório falsificador de manuscritos shakespearianos. Irlanda alegou ter encontrado a peça perdida de Shakespeare e que estava intitulada por Vortigern and Rowena. A peça foi inicialmente aceita pela comunidade literária. Acabou sendo apresentada em 2 de Abril de 1796 e imediatamente ridicularizada.